# Drosophila pullata
Drosophila pullata är en tvåvingeart som beskrevs av Tan, Hsu och Mao-Ling Sheng 1949. Drosophila pullata ingår i släktet Drosophila och familjen daggflugor.
Artens utbredningsområde är Kina.